# قائمة ملوك بلجيكا

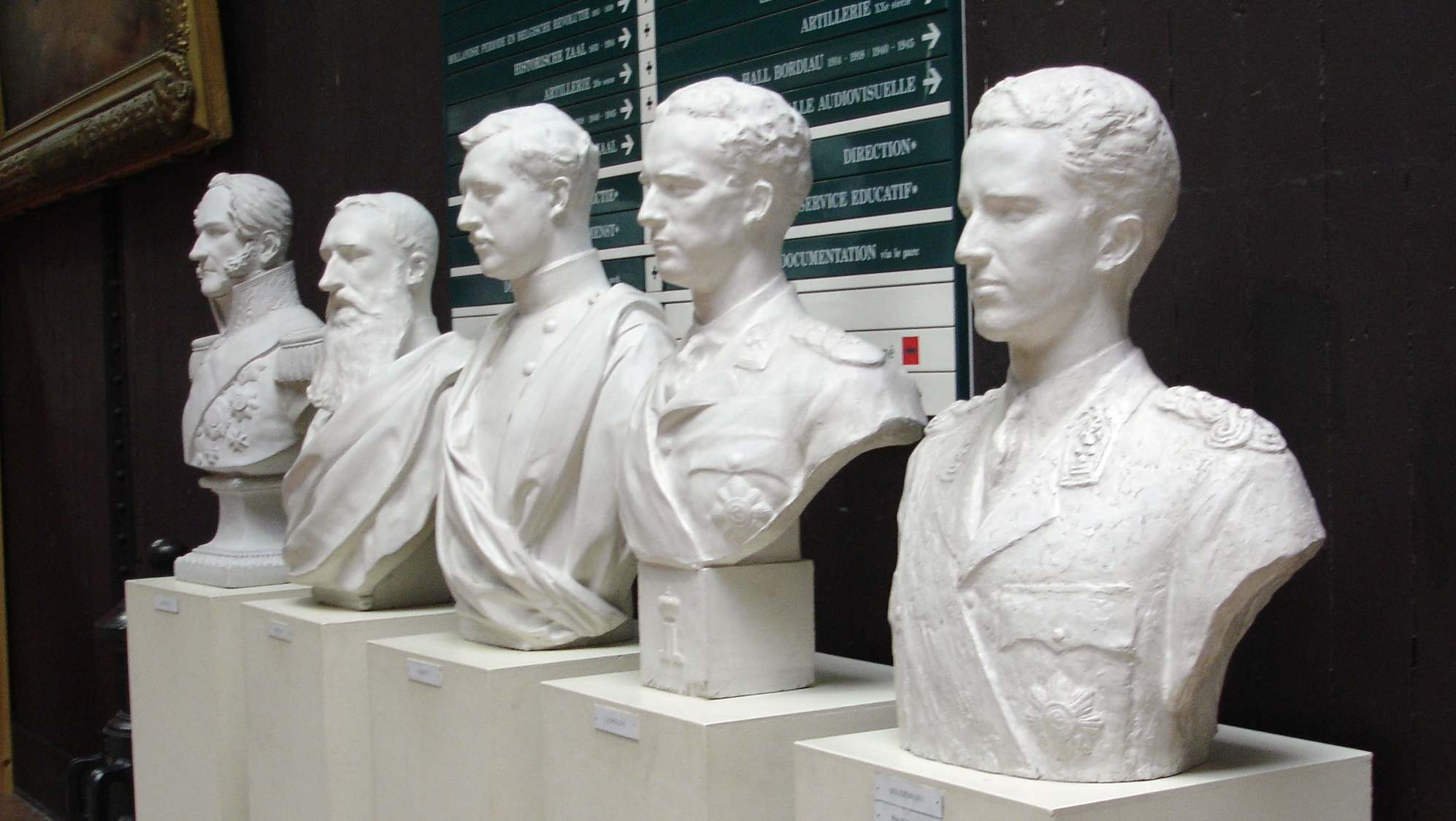
تماثيل نصفية منحوتة لأول خمس ملوك بلجيكيين في المتحف الملكي للقوات المسلحة.

هذه قائمة بالملوك البلجيكيين من عام 1831 عندما صعد أول ملك بلجيكي، ليوبولد الأول، العرش، بعد انفصال بلجيكا عن مملكة هولندا خلال الثورة البلجيكية عام 1830.
يُطلق على الملك البلجيكي بموجب الدستور البلجيكي اسم «ملك البلجيكيين» (الفرنسية: Roi des Belges، الهولندية: Koning der Belgen، الألمانية: König der Belgier) بدلاً من «ملك بلجيكا» من أجل عكس الملكية الدستورية ووظيفة شعبية. منذ عام 1831، كان هناك سبعة ملوك البلجيكيين وحاكمين.

## قائمة ملوك بلجيكا (1831 - الآن)
| الاسم                                           | الصورة | الميلاد والوفاة                                                                                               | استلم المنصب   | ترك المنصب                                          | الزيجات                                                                                             | الحق في شغل المنصب                           |
| ----------------------------------------------- | ------ | --- | -------------- | --------------------------------------------------- | --------------------------------------------------------------------------------------------------- | -------------------------------------------- |
| Erasme Louis, Baron Surlet de Chokier وصي العرش |        | 27 نوفمبر 1769 لياج (أسقفية أمير لييج) – 7 أغسطس 1839 Gingelom (عمره 69)                                      | 25 فبراير 1831 | 21 يوليو 1831 (146 أيام)                            | | اختاره National Congress                     |
| ليوبولد الأول                                   |        | 16 ديسمبر 1790 دوقية ساكسونيا كوبورغ زالفلد (الإمبراطورية الرومانية المقدسة) – 10 ديسمبر 1865 لاكن ‏ (عمره 74) | 21 يوليو 1831  | 10 ديسمبر 1865 (34 سنوات و142 أيام)                 | (1) شارلوت أميرة ويلز ∞ 2 مايو 1816 [1 طفل (ولد ميت)] (2) لويز ملكة بلجيكا ∞ 9 أغسطس 1832 [4 أولاد] | انتخبه National Congress                     |
| ليوبولد الثاني                                  |        | 9 أبريل 1835 بروكسل – 17 ديسمبر 1909 لاكن ‏ (عمره 74)                                                          | 17 ديسمبر 1865 | 17 ديسمبر 1909 (44 سنوات و0 أيام)                   | ماري هنرييت ملكة بلجيكا ∞ 22 أغسطس 1853 [4 أولاد]                                                   | ابن ليوبولد الأول                            |
| ألبرت الأول                                     |        | 8 أبريل 1875 بروكسل – 17 فبراير 1934 نامور (عمره 58)                                                          | 23 ديسمبر 1909 | 17 فبراير 1934 (24 سنوات و56 أيام)                  | إليزابيث البافارية ∞ 2 أكتوبر 1900 [3 أولاد]                                                        | ابن شقيق ليوبولد الثاني / حفيد ليوبولد الأول |
| ليوبولد الثالث                                  |        | 3 نوفمبر 1901 بروكسل – 25 سبتمبر 1983 Woluwe-Saint-Lambert (عمره 81)                                          | 23 فبراير 1934 | 16 يوليو 1951 (تنازل عن العرش) (17 سنوات و143 أيام) | (1) أستريد من السويد ∞ 4 نوفمبر 1926 [3 أولاد] (2) Lilian Baels ∞ 6 ديسمبر 1941 [3 أولاد]           | ابن ألبرت الأول                              |
| الأمير تشارلز الأمير الوصي على ليوبولد الثالث   |        | 10 أكتوبر 1903 بروكسل – 1 يونيو 1983 Raversijde (عمره 79)                                                     | 21 سبتمبر 1944 | 20 يوليو 1950 (5 سنوات و302 أيام)                   | غير متزوج                                                                                           | ابن ألبرت الأول / أخ ليوبولد الثالث          |
| بودوان الأول                                    |        | 7 سبتمبر 1930 لاكن ‏ – 31 يوليو 1993 مطريل (إسبانيا) (عمره 62)                                                 | 17 يوليو 1951  | 31 يوليو 1993 (42 سنوات و13 أيام)                   | فابيولا دي مورا إي أراغون ∞ 15 ديسمبر 1960 [ليس له أولاد]                                           | ابن ليوبولد الثالث                           |
| ألبير الثاني                                    |        | 6 يونيو 1934 لاكن ‏                                                                                            | 9 أغسطس 1993   | 21 يوليو 2013 (تنازل عن العرش) (19 سنوات و346 أيام) | الملكة باولا من بلجيكا ∞ 2 يوليو 1959 [3 أولاد]                                                     | ابن ليوبولد الثالث / أخو بودوان              |
| فيليب                                           |        | 15 أبريل 1960 لاكن ‏                                                                                           | 21 يوليو 2013  | في المنصب (11 سنوات و231 أيام)                      | الملكة ماتيلد من بلجيكا ∞ 4 ديسمبر 1999 [4 أولاد]                                                   | ابن ألبير الثاني                             |